# Club de Básquetbol Ostioneros de Guaymas
Gli Ostioneros de Guaymas sono una società cestistica avente sede a Guaymas, in Messico. Fondati nel 2009, giocano nel Circuito de Baloncesto de la Costa del Pacífico.
Disputano le partite interne nel Gimnasio Municipal de Guaymas, che ha una capacità di 1.200 spettatori.